# Justicia soliana
Justicia soliana là một loài thực vật có hoa trong họ Ô rô. Loài này được Standl. mô tả khoa học đầu tiên năm 1924.